# Heino Grieffenhagen
Heinrich (Heino) Grieffenhagen (* 1. Januar 1889 in Karklaugken (Kreis Pillkallen); † im 20. Jahrhundert) war ein deutscher Landwirt und Politiker (NSDAP).
Heino Grieffenhagen, der evangelischer Konfession war, war Domänenpächter in Kl. Koslau. Im Ersten Weltkrieg war er Soldat und schied als Rittmeister aus dem Dienst. Zum 1. Februar 1932 trat er der NSDAP bei (Mitgliedsnummer 892.953). Nach der Machtergreifung der Nationalsozialisten 1933 war er für den Kreis Neidenburg und die NSDAP-Mitglied des letzten Provinziallandtags der Provinz Ostpreußen. Er war Kreisbauernführer im Kreis Pillkallen. Im September 1935 wurde er dieser Funktion enthoben. Er war Mitglied der SA und dort Obertruppführer.